# Robert Påhlsson
Robert Påhlsson, född 1956 i Göteborg, är en svensk professor i skatterätt. Hans produktion omfattar förutom vetenskaplig litteratur och läroböcker även ett stort antal artiklar samt romaner och essäer. Påhlsson disputerade 1995 vid Juridiska fakulteten i Uppsala. Sedan 2000 är han professor vid Handelshögskolan vid Göteborgs universitet. Utgångspunkten i hans forskning är analyser av konstitutionens/grundlagens gränser för beskattningsmakten. I flera arbeten har han också undersökt hur rättsanvändarens egna värderingar kommer till uttryck i juridiskt beslutsfattande, främst inom finansrätten.

### Vetenskaplig litteratur
- Riksskatteverkets rekommendationer, 1995
- Levnadskostnader, 1997
- Sponsring, 2000 (andra upplagan 2009)
- Likhet inför skattelag, 2007
- Momsfri sjukvård, 2015

### Läroböcker
- Beskattning av kapitalinkomst, 2003
- Inledning till skatterätten, 1998 (senaste upplagan 2003, översatt och utgiven i Ryssland 2006)
- Företagens inkomstskatt, 2002 (senaste upplagan 2009)
- Konstitutionell skatterätt, 2008 (senaste upplagan 2013)
- Business Taxation in Sweden, 2014
- Grundläggande inkomstskatterätt (tillsammans med David Kleist, Pernilla Rendahl och Bo Svensson) 2019 (senaste upplagan 2022)

### Essäer och resor
- Hunden klockan tre och fjorton, 2005
- Pelikanen i Herat, 2018
- Filoxenia - reseberättelser från Grekland, 2023

### Romaner
- Den tyska länken, 1991
- Sandlers samvete, 2012